# Цой, Павел Николаевич
Павел Николаевич Цой (22 декабря 1926, село Лифляндия, Владивостокский округ — 14 июня 1987 Ташкентская область) — звеньевой колхоза имени Свердлова Верхне-Чирчикского района Ташкентской области, Узбекская ССР. Герой Социалистического Труда (1953).

## Биография
Родился в 1926 году в крестьянской семье в селе Лифляндия Шкотовского района Владивостокского округа.
В 1937 году вместе с родителями депортирован на спецпоселение в Ташкентскую область Узбекской ССР. Окончил семь классов неполной средней школы.
В 1943 году призван на трудовой фронт. Трудился рабочим Ухтинского комбината в Ухте Коми АССР. В 1946 году возвратился в Ташкентскую область, где стал работать рядовым колхозником в колхозе имени Будённого Ташкентской области. С 1948 года — рядовой колхозник, звеньевой полеводческого звена, бригадир, агроном, старший агроном, секретарь парткома, заведующий участками № 1 и «Социализм» колхоза имени Свердлова Верхне-Чирчикского района. В 1952 году вступил в ВКП(б).
В 1950 году звено Павла Цоя собрало в среднем с каждого гектара по 140,9 центнеров зеленцового стебля кенафа на участке площадью 6 гектаров. Указом Президиума Верховного Совета СССР от 17 июля 1951 года «за получение в 1950 году высоких урожаев зеленцового стебля кенафа на поливных землях при выполнении колхозами обязательных поставок и контрактации сельскохозяйственной продукции, натуроплаты за работу МТС и обеспеченности семенами всех культур для весеннего сева 1951 года» удостоен звания Героя Социалистического Труда с вручением ордена Ленина и золотой медали «Серп и Молот».
В 1956 году окончил Ташкентский сельскохозяйственный техникум и в 1966 году — Ташкентский сельскохозяйственный институт.
С 1972 года проживал в Калмыкии. Трудился главным агрономом, секретарём парткома совхоза «Восход» в селе Малые Дербеты. С 1975 года — бригадир, управляющий отделением совхоза «Рассвет» Волгоградской области.
В 1978 году возвратился в Ташкентскую область. До 1987 году трудился бригадиром, главным агрономом, заведующим складом минеральных удобрений в колхозе «Ленинский путь» Коммунистического района Ташкентской области.
Скончался в июне 1987 года. Похоронен на кладбище бывшего колхоза имени Свердлова.
Награды
- Герой Социалистического Труда
- Орден Ленина (17.07.1951)
- Медаль «За трудовую доблесть» (1953)